# Irem
La Irem (アイレム?, Airemu) è una software house giapponese produttrice di videogiochi arcade e per console, fondata ad Hakusan nel 1974. È nota per titoli come Moon Patrol (1982), Kung-Fu Master (1984) e R-Type (1987). In Giappone è diventata popolare anche per Photoboy (PC Engine) e In the Hunt (arcade e Sega Saturn).

## Storia
La Irem fu fondata nel 1974 sotto il nome di IPM con l'obiettivo di fabbricare e distribuire hardware per arcade.
La neonata IPM iniziò a produrre arcade nel 1978. Nel 1979 mise in commercio IPM Invader, da molti soprannominato "lo Space Invaders dei poveri". Lo stesso anno modificò il proprio nome in Irem Corporation. Originariamente l'acronimo Irem stava per "International  Rental Electronics Machines" che negli anni ottanta fu modificato in "Innovations in Recreational Electronic Media".
Gli anni novanta videro la crisi dell'azienda nipponica, malgrado l'uscita di buoni titoli come Gunforce (1991) e Hammerin' Harry (1990). Il declino portò nel 1994 alla perdita della divisione che si occupava dei cabinet, da cui nacque la società indipendente Apies. Alla Irem restava il settore videogiochi. Nel 1997 la Eizo fondò la Irem Software Engineering, Inc. che avrebbe quindi acquisito la vecchia Irem e, nel 98, anche la Apies.
Oggi la nuova Irem si occupa esclusivamente dello sviluppo di videogiochi per PlayStation 2, PlayStation 3, PlayStation Portable.

## PlayStation Home
La Irem ha esordito su PlayStation Home il 26 febbraio 2009, pubblicando lo spazio "Piazza Irem" ("Irem Square" in inglese), solo per il Giappone. Successivamente lo spazio è stato messo in commercio in Asia il 23 luglio dello stesso anno, il 14 gennaio 2010 in America e il 3 giugno sempre del 2010 in Europa.
Successivamente sono stati resi disponibili altri spazi che sono:
- La costa dei ricordi: Giappone, Hong kong, U.S.A., Europa
- Località di ritrovo degli speleologi: Giappone, Hong Kong, U.S.A.
- Luce nel vuoto dello spazio: Giappone, Hong Kong
- Mercato Irem: Giappone, Hong Kong
- Labirinto Irem: Giappone
- Il muro del castello: Giappone
- Scuola giapponese: Giappone

## Videogiochi

### Arcade
- 19??
  - The Galaxy Empire Strikes Back
- 1978
  - Mahjong / Block Mahjong
  - Nyankoro
  - Piccolo
  - Power Block
- 1979
  - Andromeda
  - Commander
  - IPM Invader
  - Mahjong DX
  - New Block X / New Block Z
  - Space Beam
  - Space Command
  - Head On
- 1980
  - Panther
  - Sky Chuter
  - UniWar S / Gingateikoku No Gyakushu
- 1981
  - Demoneye-X
  - Oli-Boo-Chu
  - Red Alert
- 1982
  - Moon Patrol
- 1983
  - 10-Yard Fight
  - MotoRace USA (conosciuto anche come Traverse USA, e intitolato Zippy Race in Giappone)
  - Tropical Angel
- 1984
  - The Battle-Road
  - Kung-Fu Master (in licenza alla Data East)( Spartan X in Giappone)
  - Lode Runner (su licenza di Brøderbund)
  - Lode Runner II: The Bungeling Strikes Back (su licenza di Brøderbund)
  - Wily Tower
- 1985
  - Atomic Boy (in licenza alla Memetron)
  - Horizon
  - Kung Fu (in licenza alla Nintendo)
  - Lode Runner III: The Golden Labyrinth (su licenza di Brøderbund)
  - Lot Lot
  - Spelunker (su licenza di Brøderbund)
  - Super Kung-Fu Master
  - Battle Bird
- 1986
  - Kid Niki: Radical Ninja / Kaiketsu Yanchamaru (in licenza alla Data East)
  - Lode Runner IV - Teikoku Kara no Dasshutsu
  - Spelunker II (su licenza di Brøderbund)
  - Youjyuden
  - Kozoutai Gatcyo
- 1987
  - Mr. Heli
  - R-Type (in licenza alla Nintendo of America)
- 1988
  - Image Fight
  - Meikyuujima (sviluppato da Nanao)
  - Ninja Spirit / Saigo no Nindou
  - Vigilante (in licenza alla Data East)
  - Huddle Up
- 1989
  - Dragon Breed
  - Legend of Hero Tonma
  - R-Type II
  - X-Multiply
- 1990
  - Air Duel
  - Cyber-Lip
  - Hammerin' Harry / Daiku no Gensan
  - Major Title
  - Pound for Pound
  - Kickle Cubicle
- 1991
  - Blade Master
  - Cosmic Cop / Gallop - Armed Police Unit
  - Bomberman (su licenza di Hudson Soft)
  - Gunforce - Battle Fire Engulfed Terror Island
  - Hasamu
  - Ken-Go
  - Lethal Thunder / Thunder Blaster
- 1992
  - Bomber Man World / New Dyna Blaster - Global Quest / New Atomic Punk - Global Quest
  - Hook
  - Major Title 2 - Tournament Leader / The Irem Skins Game
  - Mystic Riders / Gun Hohki
  - Quiz F-1 1,2finish
  - R-Type Leo
  - Undercover Cops
- 1993
  - Fire Barrel
  - In the Hunt
  - Ninja Baseball Bat Man / Yakyuu Kakutou League-Man
  - Risky Challenge
  - Perfect Soldiers / Superior Soldiers (US)
- 1994
  - Dream Soccer '94 (in licenza alla Data East)
  - Gunforce 2 / Geostorm
- 2003
  - Sanyo Pachinko Paradise

### Famicom / NES
- 1986
  - Deadly Towers
- 1987
  - Spelunker II: Yuushahe no Chousen
- 1989
  - Holy Diver
  - Metal Storm
- 1991
  - Spartan X 2 (sviluppato dalla Tamtex)

### Super NES
- 1991
  - Super R-Type
- 1992
  - Irem Skins Game, The
  - Dino City (US) Dinosaurs (Japan)
- 1993
  - R-Type III: The Third Lightning

### PlayStation
- 1998
  - R-Types
- 1999
  - R-Type Delta

### PlayStation 2
- 2001
  - Gekibo 2 / Polaroid Pete
- 2002
  - U underwater unit
  - Disaster Report
- 2003
  - R-Type Final
- 2004
  - Sakurasaka Shouboutai
- 2005
  - Steambot Chronicles
  - Blocks Club with Bumpy Trot
- 2006
  - Zettaizetsumei Toshi 2: Itetsuita Kiokutachi
- 2007 
  - Raw Danger (Titolo americano di Zettaizetsumei Toshi 2: Itetsuita Kiokutachi)

### PlayStation 4
- 2020
  - R-Type Final 2